# Olesia Dúdnik
Olesia Dúdnik (Zaporizhia, Ucrania, 15 de agosto de 1974) es una gimnasta artística ucraniana que, compitiendo con la Unión Soviética, consiguió ser campeona olímpica en 1988 en el concurso por equipos.

## 1989
En el Mundial celebrado en Stuttgart (Alemania) consigue una medalla de oro por equipos —por delante de Rumania (plata) y China (bronce)—, también la medalla de oro en salto de potro, y plata en la viga de equilibrio, tras la rumana Daniela Silivaș (oro) y por delante de otra rumana Gabriela Potorac (bronce).